# Lester B. Pearson
Lester Bowles Pearson OM CC OBE PC PC (Toronto, 23 de abril de 1897 – Ottawa, 27 de dezembro de 1972) foi um historiador, diplomata e político canadense que serviu como Primeiro-ministro do Canadá de 1963 até 1968. Ele venceu o Nobel da Paz em 1957 por organizar a Força de Emergência das Nações Unidas a fim de resolver a Crise de Suez.
Por suas inovações enquanto primeiro-ministro, e por seu trabalho nas Nações Unidas e na diplomacia internacional, é considerado um dos mais influentes canadenses do século XX.

## Biografia
Pearson nasceu em Newtoonbrook, que atualmente faz parte da cidade de Toronto. Estudou na Universidade de Toronto, e, posteriormente, na Universidade de Oxford, Inglaterra. Lutou em ambas as guerras mundiais. Mentor das Forças de manutenção da paz das Nações Unidas, Pearson recebeu o Prêmio Nobel da Paz em 1957 por seu papel, como Ministro das Relações Exteriores do Canadá, na mediação da Crise de Suez, entre o Egito e as potências ocidentais.
Eleito líder do Partido Liberal do Canadá em 1958 e primeiro-ministro do Canadá nas eleições nacionais de 1963, Pearson introduziu importantes reformas sociais como saúde pública (plano de saúde universal), Canada Pension Plan (aposentadoria) e o Canada Student Loans (empréstimos a estudantes universitários), bem como muito do atual sistema de ajuda pública nacional. Pearson também introduziu a nova Bandeira do Canadá, a Folha de Bordo.
Aposentou-se da vida política em 1968, e morreu de câncer em 27 de dezembro de 1972, em Ottawa. O aeroporto mais movimentado do país o Internacional de Toronto, foi renomeado por Pierre Trudeau em 1984, para Aeroporto Internacional Lester B. Pearson. Em 2004, Lester Bowles Pearson foi eleito como o sexto maior canadense, em uma pesquisa de cunho popular na escolha do maior canadense já existente.